# Épreville-en-Lieuvin
Épreville-en-Lieuvin település Franciaországban, Eure megyében. Lakosainak száma 199 fő (2022. január 1.). Épreville-en-Lieuvin Lieurey, Le Favril, Giverville, Heudreville-en-Lieuvin, Noards és Le Mesnil-Saint-Jean községekkel határos.

## Népesség
A település népességének változása:
| Lakosok száma | 201  | 192  | 145  | 176  | 210  | 208  | 195  | 198  | 200  | 199  |
|               | 1968 | 1982 | 1990 | 2006 | 2013 | 2015 | 2017 | 2019 | 2020 | 2022 |